# Обтер, Пьер Бушар д’Эспарбес де Люссан
Пьер Бушар д’Эспарбес де Люссан (фр. Pierre Bouchard d'Esparbès de Lussan; 15 июня 1657 — 17 января 1748), граф д’Обтер — французский государственный и военный деятель.
Сын Франсуа Бушара д’Эспарбес де Люссана, графа д’Обтер, и Мари де Помпадур.
Граф де Жонзак, маркиз д’Озийяк, сеньор де Бонни де Каденак.
Крещен 21 января 1661. Впервые участвовал в боевых действиях в 1675 году при осаде Динана. В 1676 году участвовал в осаде Эра и помощи Маастрихту, в 1677 году в обстреле лагеря принца Карла Лотарингского, подчинении князя Саксен-Эйзенахского, бою у Кокесберга и осаде Фрайбурга, в 1678 году в атаке моста в Райнфельде, атаке укреплений Зекингена, осаде Келя и взятии замка Лихтенберг.
В 1679 году участвовал в разгроме бранденбургских войск под Минденом. В 1684 году участвовал в осаде Люксембурга.
В ходе войны Аугсбургской лиги в 1688 году участвовал в осадах Филиппсбурга, Мангейма, Франкендаля и опустошении Пфальца.
15 февраля 1689 стал капитаном в Королевском Руссильонском кавалерийском полку, служил в Германской армии под командованием маршала Дюраса, затем маршала Лоржа. В 1690 году сражался в битве при Флёрюсе. В 1691 году участвовал в осаде Монса и битве при Лёзе, в 1692-м в осаде Намюра, битве при Стенкерке и бомбардировке Шарлеруа.
С 31 мая 1693 кампмейстер кавалерийского полка своего имени. 17 июля 1693 назначен капитан-шателеном Кастелькюле в Аженуа. В том году сражался в битве при Неервиндене и участвовал в осаде Шарлеруа. В 1694 году принимал участие в марше от Виньямона к мосту Эспьер. 25 октября получил бригаду, в которую входил Королевский Карабинерный полк. Оставил командование своим полком, и 29 ноября был назначен губернатором города и крепости Кре в Дофине.
Был при бомбардировке Брюсселя маршалом Вильруа в 1695 году. 3 января 1696 произведён в бригадиры. В 1696—1697 годах служил в Маасской армии маршала Буфлера. 13 августа 1698 направлен в Кудёнский лагерь близ Компьена.
С началом войны за Испанское наследство 6 июня 1701 направлен во Фландрскую армию. 29 января 1702 произведен в лагерные маршалы; сложил командование бригадой. 21 февраля направлен в Итальянскую армию. Внёс вклад в победу при Санта-Виттории, при Луццаре, во взятии Луццары, в подчинение Боргофорте. Участвовал в разгроме генерала Штаремберга близ Страделлы, в бою у Кастельново-де-Бормии, во всех экспедициях герцога Вандомского в Трентино, в бою при Сан-Себастьяно в 1703 году, в осаде и взятии Верчелли, Ивреи и ее цитадели в 1704 году. 26 октября 1704 произведен в генерал-лейтенанты.
Участвовал в осадах Веруэ, Чивассо, в 1705 году в битве при Кассано, в 1706 году в битве при Кальчинато, в осаде Турина и Туринском сражении. 6 августа 1707 назначен губернатором Коллиура и Порт-Вандра. В том году служил на пьемонтской границе под командованием маршала Тессе, в следующем году в той же армии под командованием маршала Виллара, и участвовал в отражении атаки Тулона. В 1709, 1710 и 1712 годах служил под началом маршала Бервика, после чего вышел в отставку с военной службы.
3 июня 1724 пожалован в рыцари орденов короля.
В июне 1747 отставлен от губернаторства в Коллиуре.

## Семья
Жена (1678): Жюли-Мишель де Сен-Мор (ок. 1661—6.10.1726), графиня де Жонзак, дочь Алексиса де Сент-Мора, графа де Жонзака, и Сюзанны де Кателан
Дети:
- Луи-Пьер-Жозеф Бушар д’Эспарбес де Люссан д’Обтер (ум. 1750), граф де Жонзак, маркиз д’Озийяк. Жена (1713): Мари-Франсуаза Эно (ум. 1727), дочь Жана-Реми Эно, королевского секретаря, и Франсуазы Понтон
- Мари-Франсуаза Бушар д’Эспарбес де Люссан д’Обтер. Муж (1727): Сипьон де Дамьян де Фельтон, сеньор де Вернек